# Johan Baptista van Helmont
Jean Baptista van Helmont sinh năm 1580 tại Brussels, nước Bỉ ngày nay. Ông là nhà thực vật học, người có công khám phá ra nhu cầu trao đổi nước của cây.

## Cuộc đời
Thuở nhỏ, ông là người học rất giỏi. Sau khi tốt nghiệp trường y, ông đã làm nghề thầy thuốc nhưng lại đam mê về khám phá khoa học thực nghiệm.
Ông mất năm 1644 ở Vilvoorde.

## Sự nghiệp
Ông là người đầu tiên khám phá ra rằng, trong ống tiêu hóa, dạ dày có các dịch vị, trong dịch vị có mặt của axit sunfuric để tiêu hóa thức ăn.
Nhưng sự nghiệp lớn nhất của ông là khám phá ra nhu cầu trao đổi nước và khoáng ở cây xanh.
Ông nghi ngờ chân lý của Aristote cho rằng "cây sống được là nhờ đất". Ông đã làm một thí nghiệm để chứng thực điều đó:
Ông lấy 80 kg đất khô, cho vào một thùng gỗ và trong đó trồng một cây liễu nhỏ nặng 2 kg. Cây liễu chỉ được tưới bằng nước đã chưng cất. Sau 5 năm, cây liễu nặng lên thành 58 kg mà đất giảm đi có 57 g. Như vậy, cây không thể chỉ ăn đất để sinh trưởng.
Ông đã rút ra kết luận: "cây lớn lên không phải nhờ đất mà là nhờ nước. Cây hút nước nhờ rễ cắm sâu xuống đất và phân nhánh, lan ra khắp vùng đất xung quanh để hút nước và muối khoáng hòa tan trong nước, nhằm cung cấp tổng hợp các chất hữu cơ tích lũy trong cây. Bộ phận hút trực tiếp là các lông hút li ti tập trung ở đầu các rễ". Vì thế, khi tưới cây, cần phải tưới xung quanh cây chứ không nên tưới tập trung ở gốc.
Ngoài ra, ông còn nghiên cứu một số vấn đề về y thuật, hóa học.
Các công trình nghiên cứu của ông được nghiên cứu và viết thành sách như:
- De Magnetica vulnerum curatione (Việc điều trị các vết thương, 1621)
- Febrium doctrina inaudita (1642)
- Opuscula medica inaudit (1644)
- Ortus medicinae, id est Initia physicae inaudita (1648)